# Радка Алексова
Радка Алексова е българска певица, изпълнителка на народни песни от Шопската фолклорна област – Граовско.

## Биография
Родена е през 1944 година в село Студена, Пернишко. Дълги години пее в състава на ансамбъл „Граово“ — град Перник. Там я открива композиторът Боян Нанков. От 1970 година Радка Алексова е солистка на Ансамбъла за народни песни на Българското радио и на хор „Мистерията на българските гласове“. Записва много оригинални граовски песни за фонотеката на БНР, снима филми в БНТ, издава плочи и аудиокасети. С „Мистерията на българските гласове“ и самостоятелно пее в най-престижните концертни зали по света. През 1983 година получава голямата награда от конкурса „Приз Братислава“ за песента „Запали се Янина планина“<ref>Биография на Радка Алексова